# 일본 주재 외국공관 목록

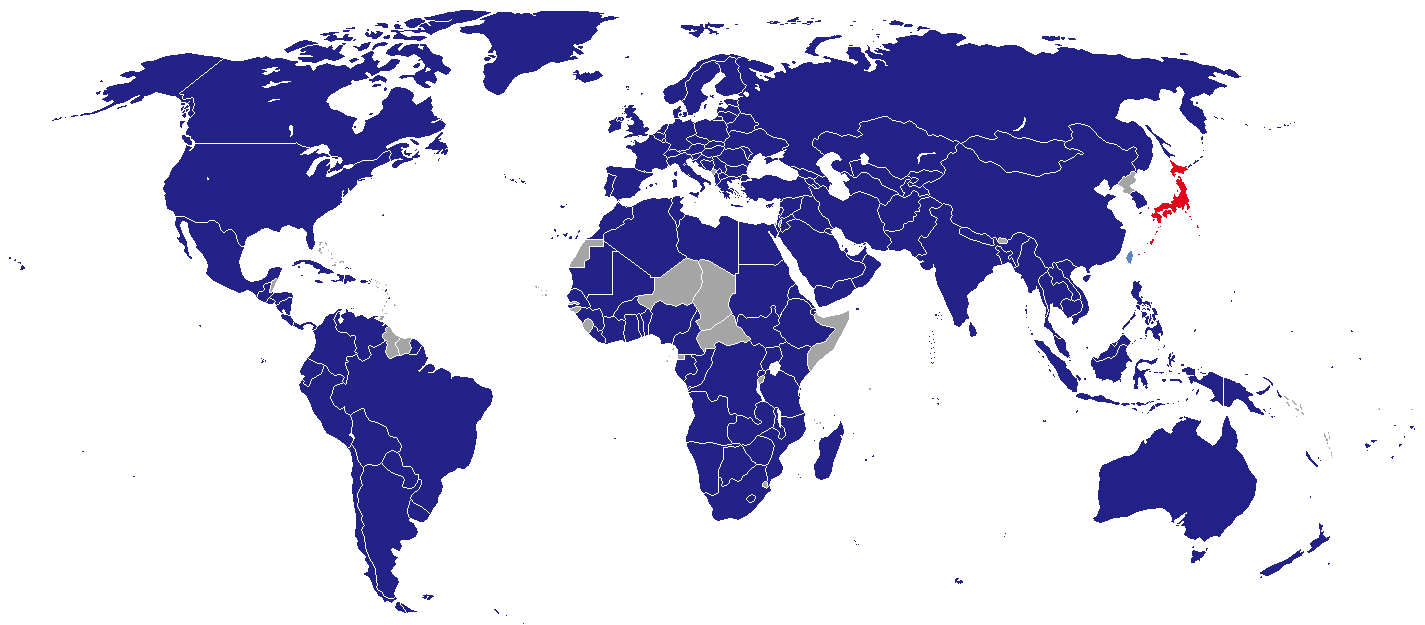
일본에 설치된 주요 재외공관 국가들.

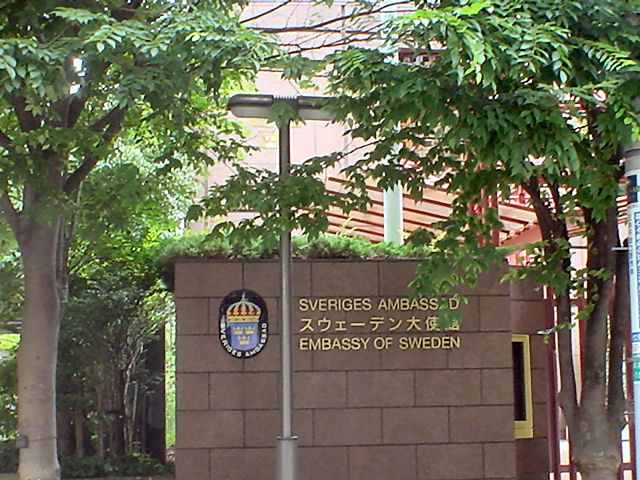
주일본 스웨덴 대사관의 관저 전경.

일본 주재 외국공관 목록(日本住在外國公館目錄)은 일본에 주재하는 외국공관(대사관 및 영사관)과 일본과 외교관계는 수립했으나 일본에 공관을 설치하지는 않은 국가에 대해 다룬다.

## 대사관
도쿄
- 아프가니스탄 이슬람 공화국
- 알바니아
- 알제리
- 앙골라
- 아르헨티나
- 아르메니아
- 오스트레일리아
- 오스트리아
- 아제르바이잔
- 바레인
- 방글라데시
- 벨라루스
- 벨기에
- 벨리즈
- 베냉
- 볼리비아
- 보스니아 헤르체고비나
- 보츠와나
- 브라질
- 브루나이
- 불가리아
- 부르키나파소
- 캄보디아
- 카메룬
- 캐나다
- 칠레
- 중화인민공화국
- 콜롬비아
- 콩고 공화국
- 콩고 민주 공화국
- 코스타리카
- 코트디부아르
- 크로아티아
- 쿠바
- 체코
- 덴마크
- 지부티
- 도미니카 공화국
- 에콰도르
- 이집트
- 엘살바도르
- 에리트레아
- 에스토니아
- 에티오피아
- 피지
- 핀란드
- 프랑스
- 가봉
- 조지아
- 독일
- 가나
- 그리스
- 과테말라
- 기니
- 아이티
- 온두라스
- 헝가리
- 아이슬란드
- 인도
- 인도네시아
- 이란
- 이라크
- 아일랜드
- 이스라엘
- 이탈리아 (대사관)
- 자메이카
- 요르단
- 카자흐스탄
- 케냐
- 대한민국 (대사관)
- 코소보
- 쿠웨이트
- 키르기스스탄
- 라오스
- 라트비아
- 레바논
- 레소토
- 라이베리아
- 리비아
- 리투아니아
- 룩셈부르크 (대사관)
- 마다가스카르
- 북마케도니아
- 말레이시아
- 말라위
- 몰디브
- 말리
- 마셜 제도
- 모리타니
- 멕시코
- 몰도바
- 미크로네시아 연방
- 몽골
- 모로코
- 모잠비크
- 미얀마
- 네팔
- 네덜란드 (대사관)
- 뉴질랜드
- 니카라과
- 나이지리아
- 노르웨이
- 오만
- 파키스탄
- 팔라우
- 파나마
- 파푸아뉴기니
- 파라과이
- 페루
- 필리핀
- 폴란드
- 포르투갈
- 카타르
- 루마니아
- 러시아
- 르완다
- 사모아
- 산마리노
- 사우디아라비아
- 세네갈
- 세르비아
- 싱가포르
- 슬로바키아
- 슬로베니아
- 남아프리카 공화국
- 스페인
- 스리랑카
- 수단
- 스웨덴 (대사관)
- 스위스
- 시리아
- 타지키스탄
- 탄자니아
- 태국
- 동티모르
- 투르크메니스탄
- 튀니지
- 튀르키예
- 우간다
- 우크라이나
- 아랍에미리트
- 영국
- 미국 (대사관)
- 우루과이
- 우즈베키스탄
- 베네수엘라
- 베트남
- 예멘
- 잠비아
- 짐바브웨

## 대표부
- 유럽 연합 (주일본 유럽 연합 대표부)
- 홍콩 (주도쿄 홍콩 경제무역대표부)
- 중화민국 (주일 타이베이 경제문화대표처)
- 조선민주주의인민공화국 (재일본조선인총련합회)
- 팔레스타인 (주일본 팔레스타인 상주총대표부)
- 퀘벡주 (주일본 퀘벡 정부 대표부)

## 영사관

### 오사카
- 미국 (주오사카·고베 미국 총영사관)
- 대한민국 (주오사카 대한민국 총영사관)
- 중화인민공화국
- 오스트레일리아
- 이탈리아
- 영국
- 독일
- 인도
- 인도네시아
- 몽골
- 네덜란드
- 러시아
- 파키스탄
- 필리핀
- 태국
- 베트남
- 중화민국 (주오사카 타이베이 경제문화판사처)

### 교토
- 프랑스

### 나고야
- 대한민국 (주나고야 대한민국 총영사관)
- 미국 (주나고야 미국 영사관)
- 브라질
- 캐나다
- 중화인민공화국
- 페루

### 후쿠오카
- 대한민국 (주후쿠오카 대한민국 총영사관)
- 미국 (주후쿠오카 미국 영사관)
- 오스트레일리아
- 중화인민공화국
- 베트남
- 중화민국 (주오사카 타이베이 경제문화판사처 후쿠오카 분처)

### 삿포로
- 대한민국 (주삿포로 대한민국 총영사관)
- 미국 (주삿포로 미국 총영사관)
- 러시아
- 오스트레일리아
- 중화인민공화국
- 중화민국 (주일 타이베이 경제문화대표처 삿포로 분처)

### 니가타
- 대한민국 (주니가타 대한민국 총영사관)
- 러시아
- 중화인민공화국

### 나하(오키나와)
- 미국
- 중화민국 (주일 타이베이 경제문화대표처 나하 분처)

### 하마마쓰
- 브라질

### 히로시마
- 대한민국 (주히로시마 대한민국 총영사관)

### 고베
- 대한민국 (주고베 대한민국 총영사관)
- 파나마

### 나가사키
- 중화인민공화국

### 센다이
- 대한민국 (주센다이 대한민국 총영사관)

### 요코하마
- 대한민국 (주요코하마 대한민국 총영사관)
- 중화민국 (주일 타이베이 경제문화대표처 요코하마 분처)

## 비상주공관
다음 국가들은 일본과 외교관계는 수립하였으나 일본에 대사관을 설치하지 않은 국가들이다. 옆에 병기한 지역에 설치된 공관에서 주 일본 대사관을 겸임한다.

### 대사가 본국에 상주하고 있는 국가
- 앤티가 바부다, 솔로몬 제도, 도미니카 연방, 바하마, 몬테네그로, 모나코

### 대사가 본국 이외에 상주하고 있는 국가
- 중화인민공화국 : 가이아나, 기니비사우, 카보베르데, 코모로, 세이셸, 시에라리온, 수리남, 적도 기니, 차드, 니제르, 부룬디 (베이징)
- 말레이시아 : 에스와티니 (쿠알라룸푸르)
- 인도 : 트리니다드 토바고, 부탄 (뉴델리)
- 오스트레일리아 : 모리셔스 (캔버라)
- 스위스 : 바베이도스 (제네바)
- 중화민국 : 벨리즈, 세인트키츠 네비스, 세인트빈센트 그레나딘 (타이베이)

### 그 외의 대사관을 설치하지 못한 국가
- 안도라, 감비아, 중앙아프리카공화국, 쿡 제도, 키리바시, 투발루, 그레나다, 나우루, 상투메 프린시페, 바누아투, 남수단, 세인트루시아, 리히텐슈타인, 소말리아

## 같이 보기
- 대한민국 주재 외국공관 목록
- 조선민주주의인민공화국 주재 외국공관 목록
- 일본의 재외공관 목록